# Begampur
Begampur é uma vila no distrito de Hugli, no estado indiano de Bengala Ocidental.

## Geografia
Begampur está localizada a 22° 44′ N, 88° 14′ L. Tem uma altitude média de 15 metros (49 pés).

## Demografia
Segundo o censo de 2001, Begampur tinha uma população de 9545 habitantes. Os indivíduos do sexo masculino constituem 51% da população e os do sexo feminino 49%. Begampur tem uma taxa de literacia de 75%, superior à média nacional de 59,5%; com 53% para o sexo masculino e 47% para o sexo feminino. 9% da população está abaixo dos 6 anos de idade.